# بنوات (ثمود)
'

تعديل مصدري - تعديل

بنوات هي إحدى قرى عزلة ثمود بمديرية ثمود التابعة لمحافظة حضرموت، بلغ تعداد سكانها 37 نسمة حسب تعداد اليمن لعام 2004.